# Dynamo Alma-Ata
Dynamo Alma-Ata (ryska: Динамо (Алма-Ата)) var en kazakisk idrottsförening i Almaty som var framgångsrik i en mängd sporter under sovjettiden, bland annat i bandy, brottning, friidrott, gymnastik, landhockey och vattenpolo. Klubben bildade 1932 och upplöstes 1995, några år efter Kazakstans självständighet.
Nikolaj Starostin, som var med och grundade Spartak Moskva, tränade Dynamo Alma-Atas fotbolls- och ishockeylag under sin exil i Alma-Ata.
Klubben blev sovjetisk mästare i bandy två gånger, 1977 och 1990, och vann Europacupen i bandy 1978. Klubbens hemmaplan var Medeo.
Klubben var Sovjetunionens mest framgångsrika klubb i landhockey, med femton sovjetiska mästerskap. Dess tränare Eduard Ajrich var även bandylagets tränare under ett antal säsonger, inklusive vid den första titeln i Sovjet-mästerskapet.